# 李芸生
李芸生（1908年3月—1990年），曾用名李龙光，山东省莱西市孙受镇西杨格庄村人。中华人民共和国地方干部。

## 生平
1930年秋，济南第一师范毕业后，在莱阳、青岛等地任小学教员。1937年1月，加入中国共产党。同年10月，回乡组织发展中华民族解放先锋队组织。开展抗日救国活动，并任中华民族解放先锋队县队部秘书，后任大队长。1938年秋，中华民族解放先锋队县队部撤销后，成立青年救国联合会莱阳分会，他任主任。1939年1月，先后在莱阳县委、南海特委、胶东区党委任宣传部长、宣传部教育科长。1940年5月，莱阳成立抗日民主政府，他被当选为县长。1941年7月后，先后任南海区行政联合办事处主任，胶东区行政联合办事处教育科长、教育处副处长，胶东建国学校校长，胶东区党委宣传部副部长、部长。
中华人民共和国成立后，先后任中共青岛市委宣传部、山东省委宣传部部长、副部长、部长。1958年，担任山东省教育厅厅长；后升任山东师范学院党委书记兼院长，山东省文化教育委员会顾问等职。1982年12月离休。1990年逝世。